# شمیانووکا
شمیانووکا (به لهستانی:  Siemianówka) یک روستا در لهستان است که در گمینا ناروکا واقع شده‌است. شمیانووکا ۶۶۰ نفر جمعیت دارد.